# Westchester Soccer Club
Il Westchester Soccer Club, anche noto come Westchester SC o più semplicemente Westchester, è un club calcistico professionistico statunitense con base nella Contea di Westchester, nello stato di New York, più precisamente nella città di Mount Vernon, e che milita nella USL League One, campionato di terza divisione. Disputa le proprie partite casalinghe presso il Memorial Field, impianto dotato di una capienza pari a 3.900 posti.

## Storia
Il 9 maggio 2024 la United Soccer League annunciò ufficialmente l'assegnazione alla Contea di Westchester di una franchigia che avrebbe partecipato alla USL League One a partire dalla stagione 2025, mentre il 20 giugno successivo vennero presentati al pubblico il nome, lo stemma e i colori sociali.
Il 19 settembre 2024 la società annunciò di aver venduto il 96% dei depositi per gli abbonamenti alla stagione successiva, un record per la USL League One.
Il primo incontro ufficiale della storia del club si disputò l'8 marzo 2025 in occasione del pareggio esterno per 1-1 sul campo del Greenville Triumph, mentre il primo successo arrivò nel match successivo, nell'incontro del 18 marzo valido per il primo turno di U.S. Open Cup, grazie a una vittoria per 1-0 contro i semiprofessionisti del Motown. La prima vittoria in campionato arrivò alla partita successiva, il 29 marzo, con un netto 3-1 sul campo del Texoma, mentre la prima gara casalinga della storia del club si disputò il 2 aprile nel secondo turno di coppa nazionale e terminò con una vittoria per 3-2 contro i dilettanti del New York Pancyprian-Freedoms.

## Stadio
Il club disputa le proprie sfide casalinghe presso il Memorial Field, impianto edificato nel 1931 e rinnovato nel 2022 capace di ospitare fino a 3.900 spettatori.